# 天津一汽夏利汽车
天津一汽夏利汽车股份有限公司（深交所除牌前：000927），又称天津一汽，是中国的汽车生产商，现在是一汽集团下属的子公司。它的主要车型就是中国大陆累计销量最大的同名微型车——夏利（Xiali）。由于这款车型在中国大陆遍地开花，因此“夏利”这个品牌也成为了中国大陆受众认知度最高的本国产汽车品牌之一。

根据中国国资委统计，一汽夏利2005年轿车销量为20万辆。

夏利汽车的标志

## 品牌历史

### 初创
1980年代中期，中国大陆合资或合作生产汽车的只有两家——美国克莱斯勒（Chrysler）和北京汽车的合资公司北京吉普（Beijing Jeep）生产的切诺基（Cherokee），和上海大众生产的桑塔纳（VW Santana）（轿车则只有后者）。而在微型轿车方面则是空白。而此时大多数国际知名的汽车厂商对中国市场还抱着观望态度。
于是在1984年9月，天津汽车工业公司和日本大发工业株式会社（Daihatsu）签定协议，引进微型面包车大发Hijet和微型两厢轿车大发Charade 1.0的全套制造技术，前者被命名为天津大发。而与此几乎同一时间位于中国西南的重庆长安汽车集团与日本铃木汽车签订了引进铃木旗下微型车Alto奥拓的协议，自此垄断中国近10年“南奥拓北夏利”的微型车布局就此形成。值得注意的是，与之前中国厂商的惯用方式不同，天津汽车选择了合作而不是合资。之所以选择前者是为了在之后的生产经营过程中让中方占据优势地位，同时还可以获得这两款车型的全部知识产权。所以后来生产的夏利轿车并没有像桑塔纳或捷达（VW Jetta）一样，使用英文原名作为产品的英文名，而是采用了“夏利”的汉语拼音“Xiali”。而“夏利”这个译名则是当时的天津市长李瑞环所起的。他把Hijet取名为“华利”，把Charade取名为夏利，不仅取了谐音，合起来还有“华夏得利”的意思。

### 发展

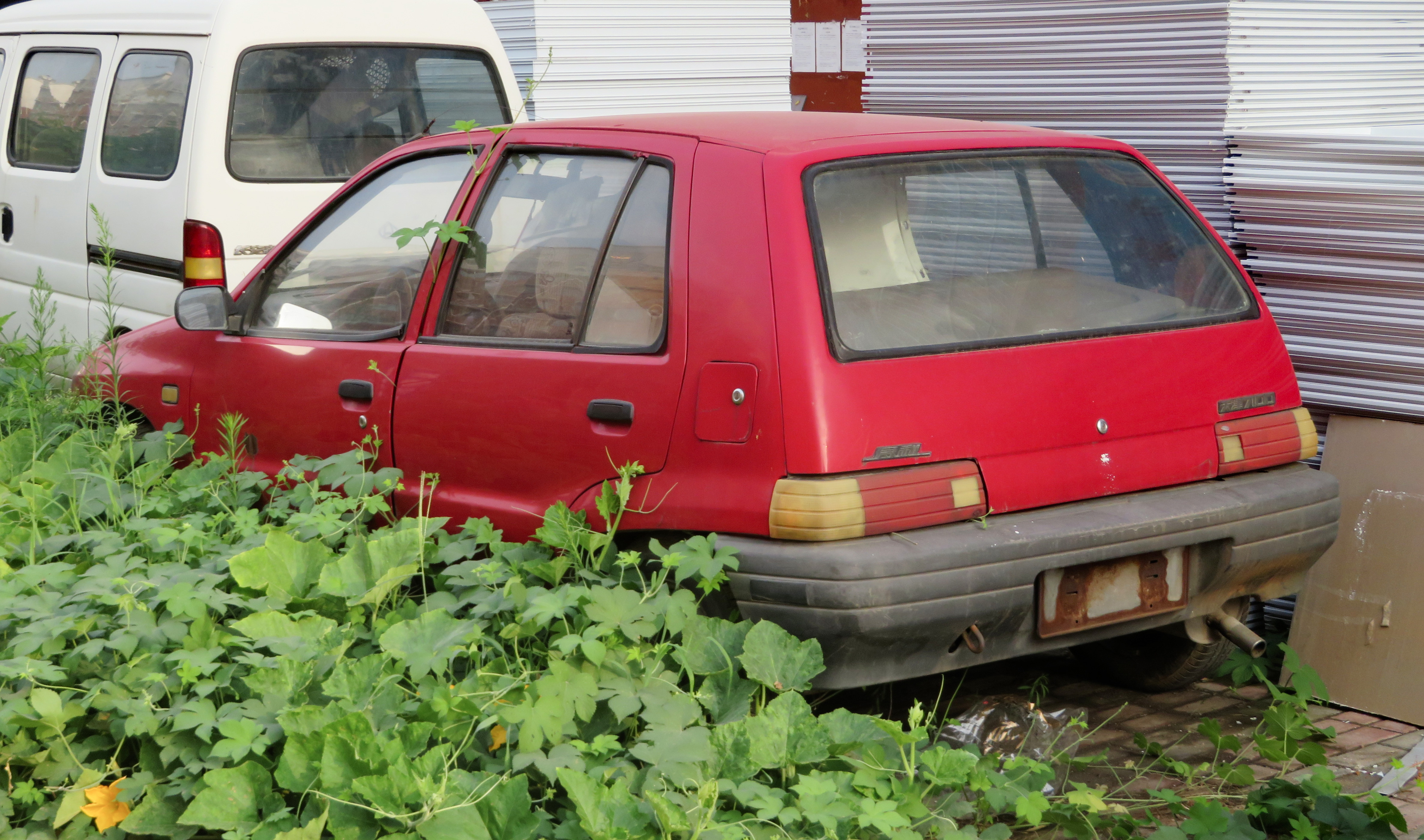
早期生产的两厢夏利TJ7100

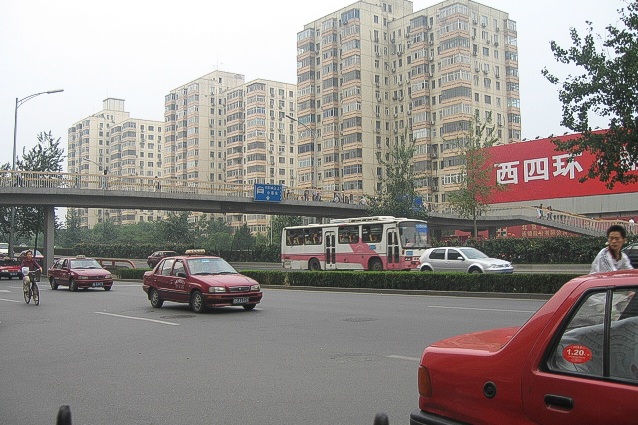
2005年5月，北京北三环西路辅路上行驶的夏利出租车，图片最右侧可见另一辆夏利出租车的每公里1.20元标贴（当时北京市内的富康出租车每公里1.60元）

最初，夏利在天津汽车的生产线的设计规模是年产3万辆。但是在很长一段时间并没有达到设计产能。一方面是由于当时中国的汽车市场还没有成型，基本以公款采购公车为主，私人消费少得可怜；另一方面就是主要部件在中国没有配套，制造基本以进口散件组装（CKD）为主，直到后来发动机和变速箱等部件国产化以后才得到了缓解。因此，夏利在刚刚投产时，售价高达10万人民币以上；而到了1990年代初期，价格还在9万余元的水平，而相比之下，重庆长安汽车在南方销售的奥拓微型车不但产能胜出，且价格相对夏利也略占优势，致使夏利基本在经济较富裕，平价私家车需求较大的南方市场无太多作为。夏利作为一辆1.0升级别的微型轿车能卖到这个价位，无疑是后来的消费者无法想象的。尽管如此，在当时严重缺乏竞争的中国汽车市场，夏利还是受到了追捧，成为了继波兰制造的超微型轿车菲亚特 126P（FIAT 126P）、上海产的拉达汽车之后又一款热门私人用车，成为了不少富人的时髦座驾。
同时，随着中国经济的复苏和发展，出租行业快速发展。夏利凭借其出色的燃油经济性、容易的维修和相对便宜的价格，成为了北京、天津市及上海等全国各地出租车市场的主力军，夏利出租车也因车费低廉而深受自费打车的乘客青睐（当时富康、捷达出租车的车费标准比夏利略高一档）。虽然自1990年代末起，由于汽车尾气排放管理等城市管理要求，中国的大中城市开始淘汰夏利出租车，然而在大多数小城市夏利仍然是出租车的第一选择，而且在大城市淘汰夏利出租车之后，许多人还是用“夏利”来指代出租车，可见其影响之大。
而随着中国各大城市开始出台一系列限制两厢车的措施，如限制进入主要街道（如长安街）甚至城市某条外环路范围内禁止两厢车进入等，天津汽车引进了三厢版本的夏利（大发厂方将三厢版本称为Charade Social），同样采用两厢夏利的993ml的三缸引擎，车长3995mm（刚好在微型车的4米长度限制以内）。虽然三厢版本的尾厢相当突兀，新车型不能算成功，不过这也被认为是对中国大陆歧视两厢车观念的无奈之举。
之后，随着采用富士（Subaru）技术的贵航云雀以及铃木新一代改良型奥拓（Suzuki Alto）都市贝贝在中国的投产，中国微型车领域的竞争开始趋向激烈。因此天津汽车先后在1997年启动了“Z913”工程，改进、加长了车身（加长50毫米）并装上了大发的1.3升HC-C发动机。而在1999年，为了应对新环保法规，又为全系车型改装电喷系统，并推出了装1.3升丰田8A-FE发动机的“金夏利”。此时夏利的价位横跨4万元到10万元的价格区间，累计销量60余万辆。同时由于相对奥拓等竞争对手，夏利价位相当，空间却大了不少，因此夏利依然在微型车市场中占据销量第一至今。

### 新车型和第一百万辆

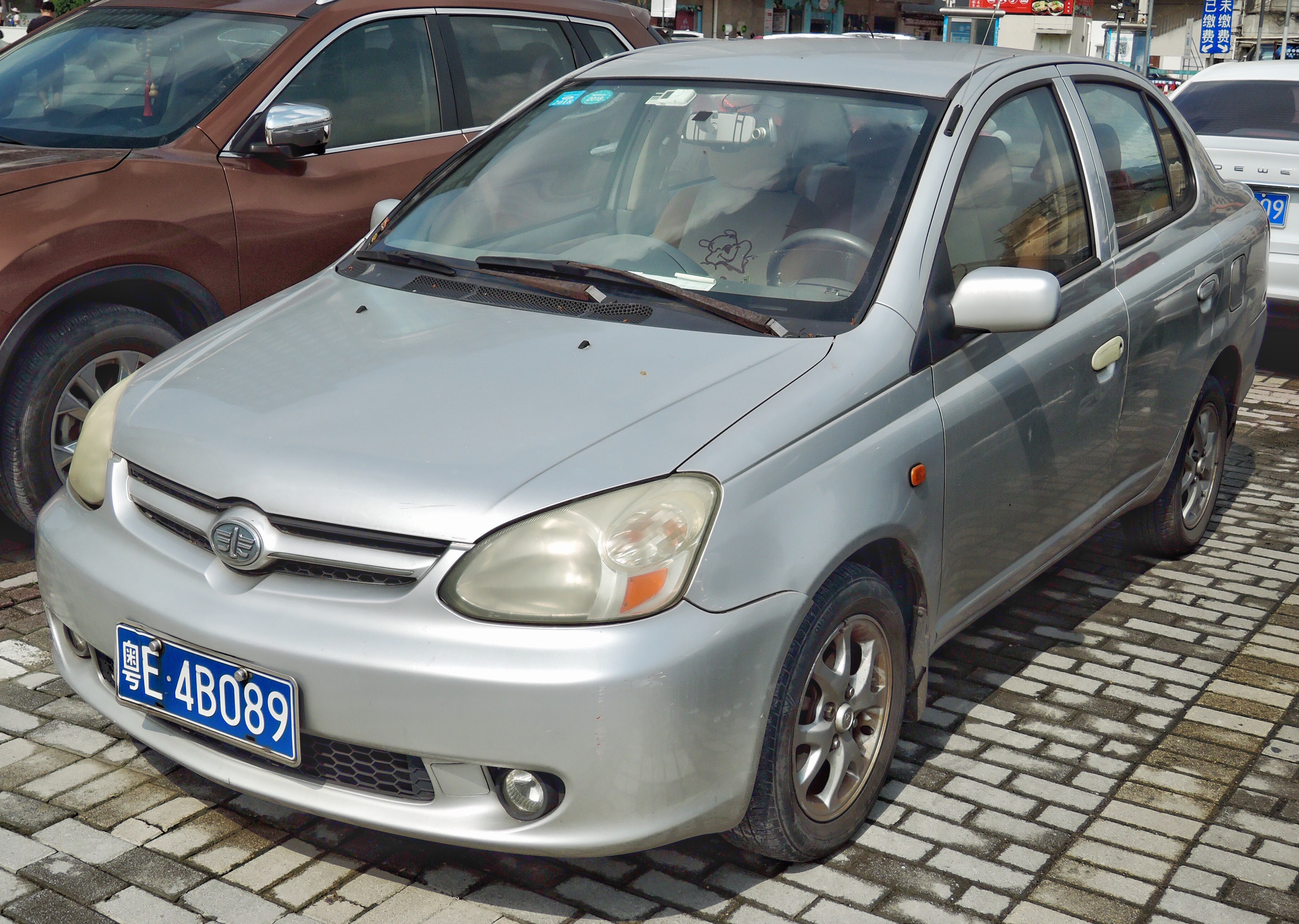
一汽威乐

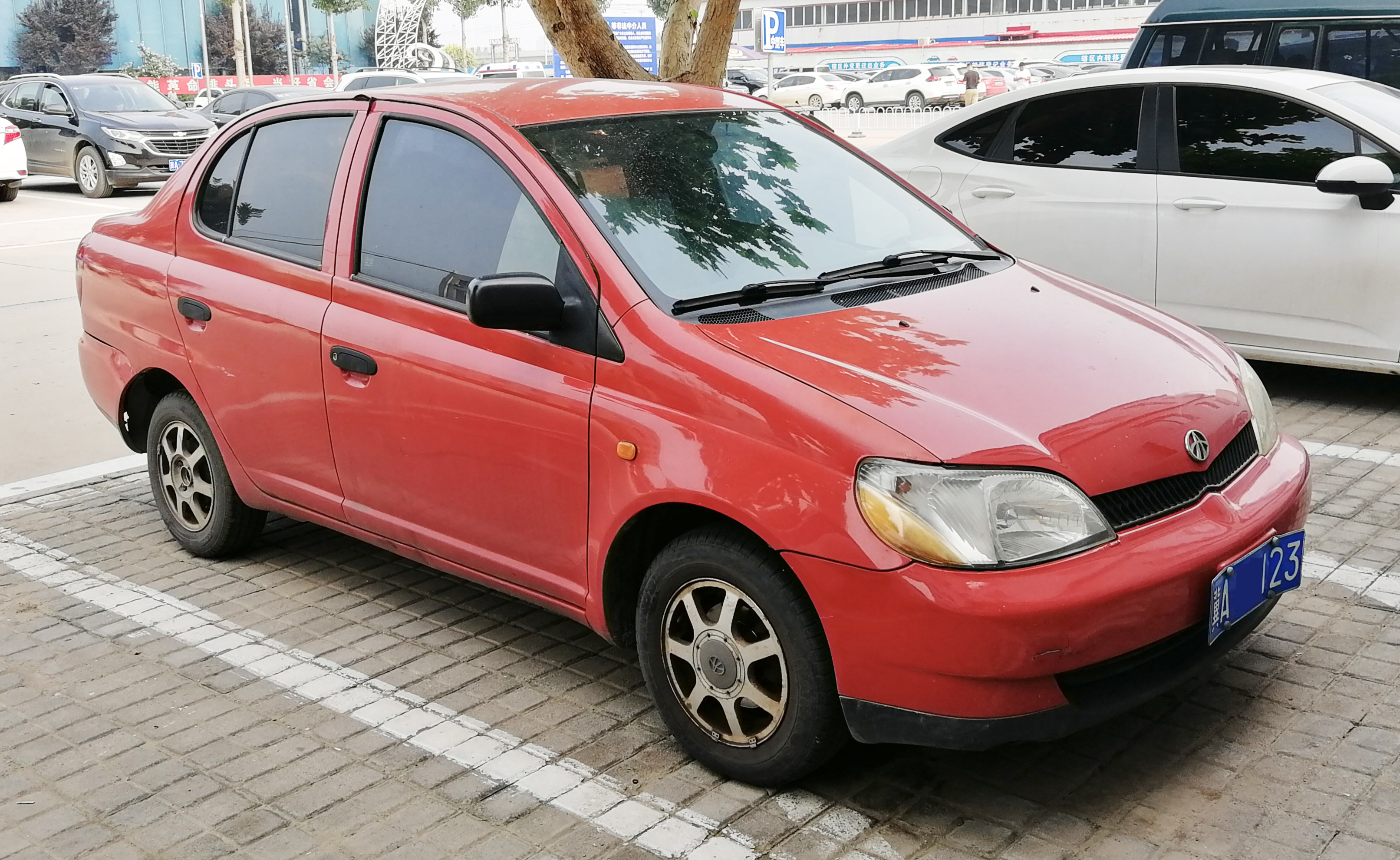
夏利2000

2000年随着中国加入世界貿易組織，中国的汽车市场进入白热化竞争阶段。2001年，在多年筹备之后，丰田将自己在小型车平台NBC上的最新作品之一Toyota Platz拿到中国，在天津一汽生产，以“夏利2000”的名称销售。这款车除了名称，与1980年代的Daihatsu Charade以及在产的普通夏利几乎毫无共同之处，技术先进程度更是不可同日而语。但是由于夏利并不甚高尚的品牌形象，很多人误以为夏利2000与夏利有关，影响了销售。而且由于这款车采用了中置仪表等前卫设计，外型高且“胖”，不符合一般用户的审美观，加之使用155毫米宽的窄胎以及与金夏利相同的8A-FE发动机，却弃用丰田拿手的VVT-i技术发动机，价格却高达13万余元，被不少人认为是骗钱之作，受到了不少非议，销售成绩也并不出色。最终在2003年，这款车在经过若干小改进后转而改称“雅酷”（Echo），发动机也换成了一汽丰田威驰（Toyota Vios）使用的5A-FE，弃用夏利标识并改为中国一汽标识，与夏利品牌完全脱离关系。
而同时，老款夏利也在不断进行着改进。2001年，“静雅”型上市。2003年，号称进行了“多达156项技术与工艺改进”的夏利A系列——“骏雅”和“绅雅”系列上市；2004年4月，装备1.1升发动机的夏利新A系上市。而在2004年8月8日，随着第100万辆夏利的下线，天津一汽又推出了经过小改款后的N3系列。
随着老对手长安汽车全线停产老奥拓车型，而升级为羚羊B1300系列车系后，夏利N3成为北方微型车的代表产品。随着2008年长安铃木配备三缸DOHC发动机和AT变速箱的新一代奥拓上市，夏利再次面临这个强大的老对手，新一代微型夏利亦在酝酿中。

### 衰落
自2012年开始，一汽夏利扣非净利润开始为负，销量也开始逐年递减，从2012年的年销18.5万下跌至2016年的3.7万辆。期间由于2013、2014年连续两年的亏损，还曾被深交所实施退市风险警示。2019年6月，夏利正式停止生产车型，全年产量仅有1186辆。
2019年12月23日，一汽夏利发布公告对外披露与中国铁物的资产重组方案。中国第一汽车股份有限公司拟将其持有的一汽夏利约6.97亿股股份（占一汽夏利本次交易前总股本的43.73%）无偿划转给中铁物资。2021年1月8日，一汽夏利更名为中国铁物，至此重组后的公司不再从事汽车生产业务。

## 车型简介

### 夏利

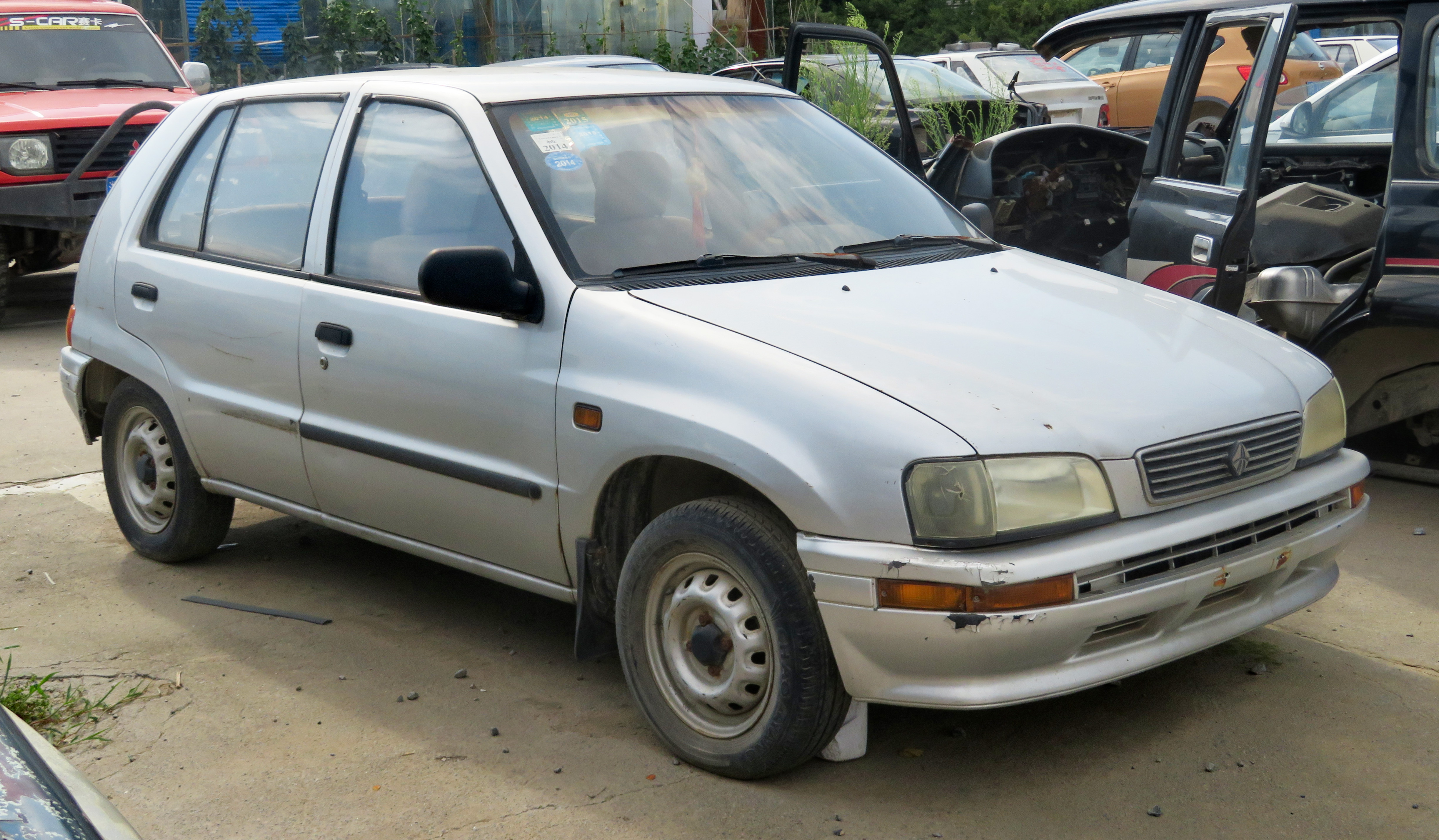
2003年款的夏利TJ7101

在产的夏利有TJ7101和TJ7131两个系列。全系车型长3680mm（两厢）/3995mm（三厢），宽1615mm，高1385mm，轴距2340mm。前者装配993ml的大发三缸发动机、4速手动变速箱，后者装配1.3升丰田8A-FE四缸发动机、5速手动变速箱。价格区间在3万到6万元人民币之间。在微型车细分市场占据主导地位。
夏利的维修相当方便，经济性出色，与同类微型车相比空间略大，离合器等操纵也比较方便。但是缺点也很明显，动力不足（装配8A-FE发动机的车型有所改善），高速稳定性差，工艺质量也比较粗糙。

### 夏利2000
这款车型现在已经停产。在产时配备1.3升丰田8A-FE四缸发动机，五速手动变速箱。其他配置有abs、双安全气囊等。售价一度超过13万元。
夏利2000动力性不错，操控性能相当优秀，出色的人体工程学设计也是一大亮点。但是自投产伊始，关于外型和配置的争议便不绝于耳，销量也不能令人满意。2003年在小改款后以“一汽雅酷”的名称销售，夏利2000停产。

## 图片

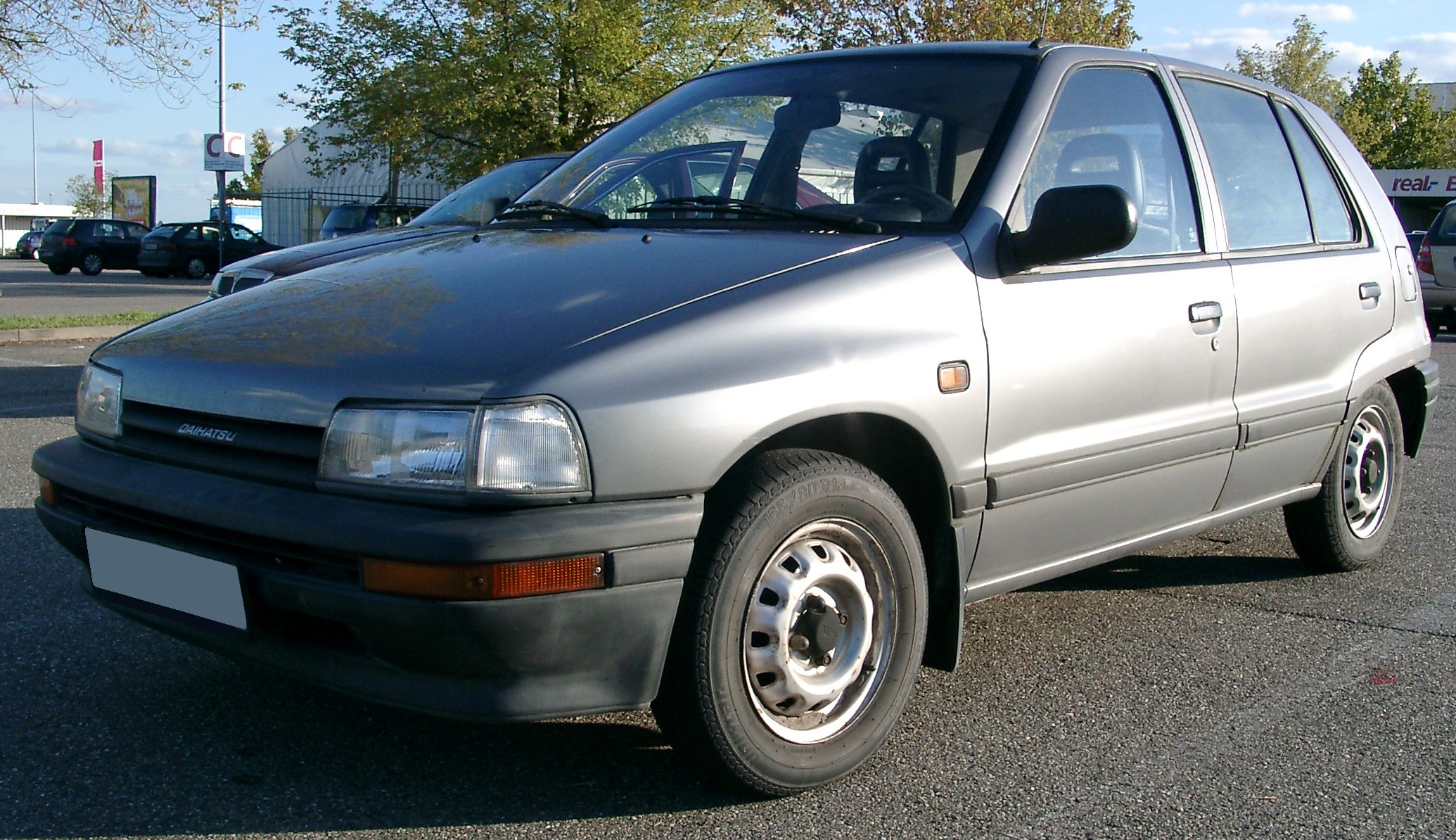
夏利TJ 7100 1986–2000
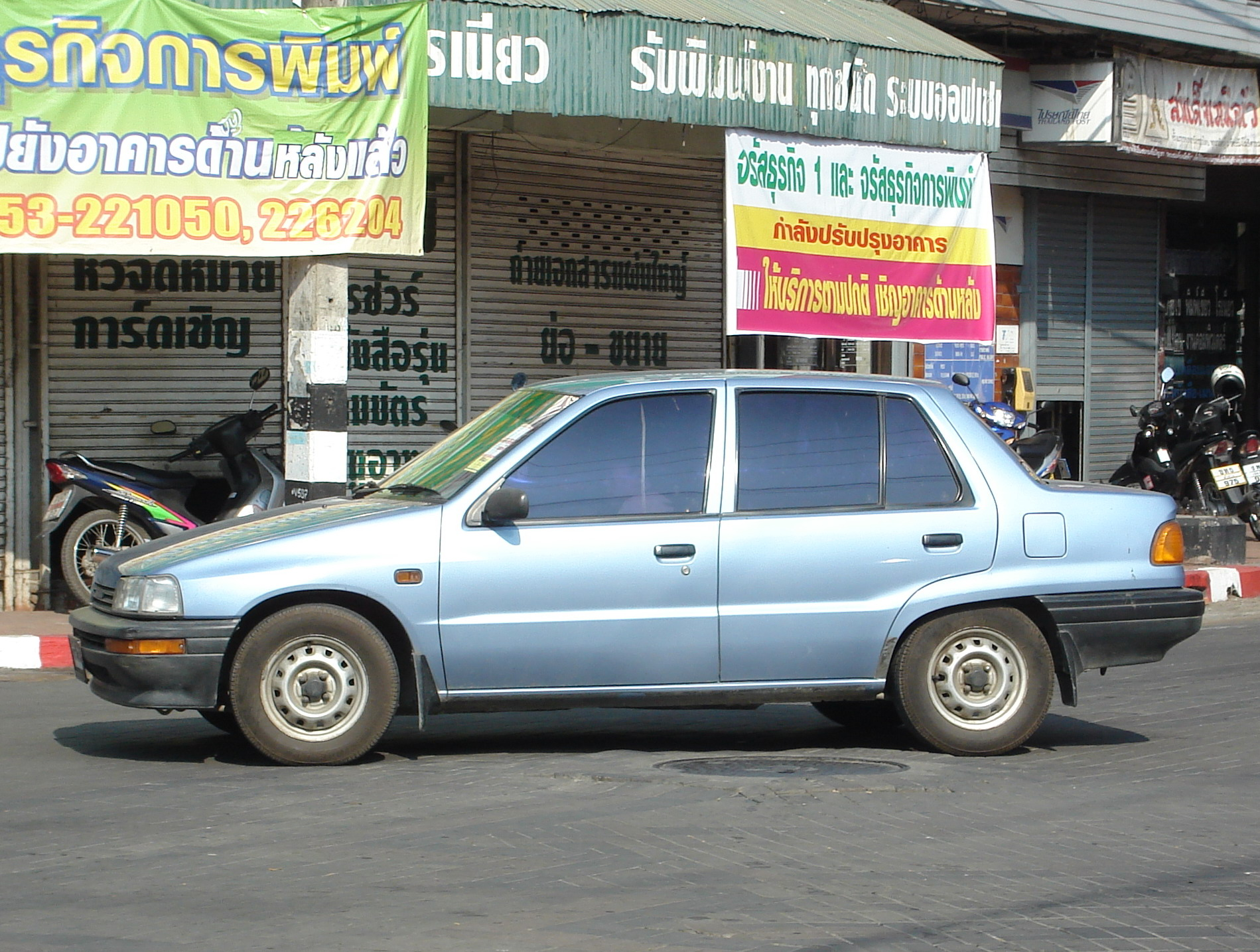
夏利TJ 7100U 1991–2000
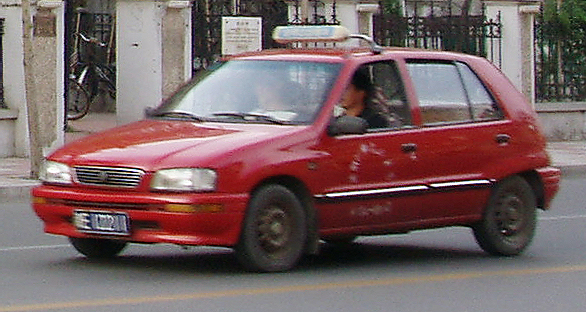
夏利TJ 7100A/7101/7131 1997–2007
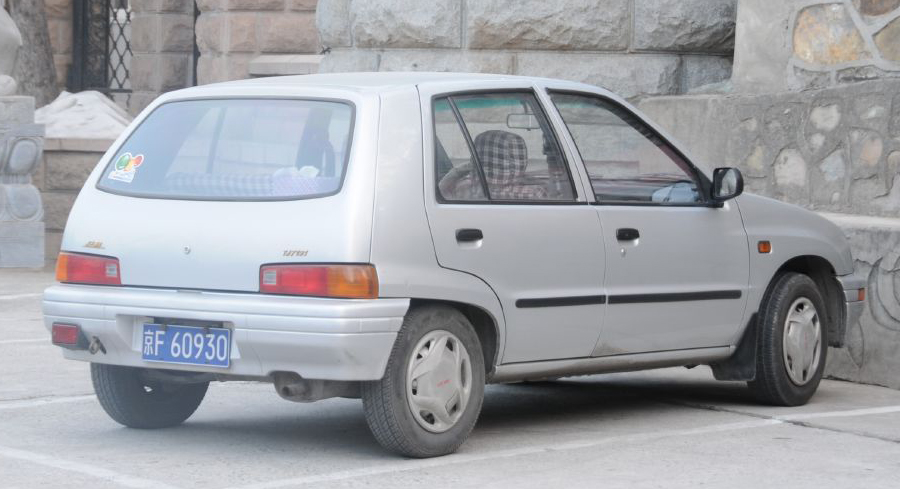
夏利TJ 7100A/7101/7131
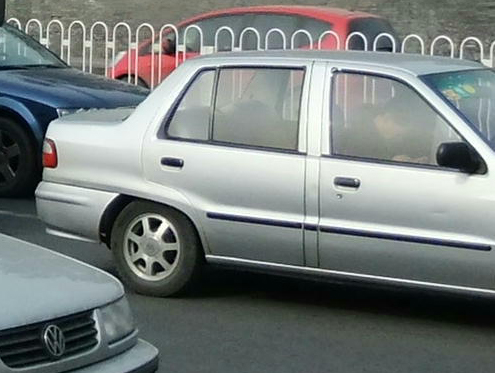
夏利TJ7100AL-7131UL 2000– ?
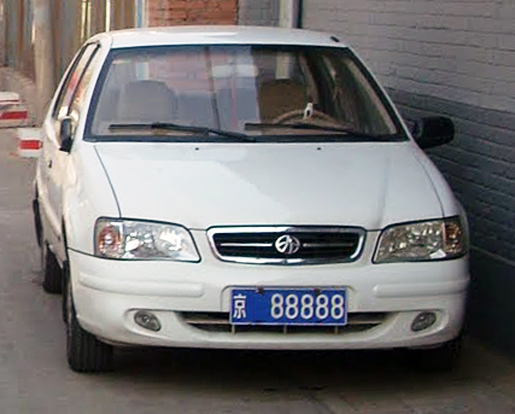
夏利骏雅 TJ7101A-TJ7141A 2001年
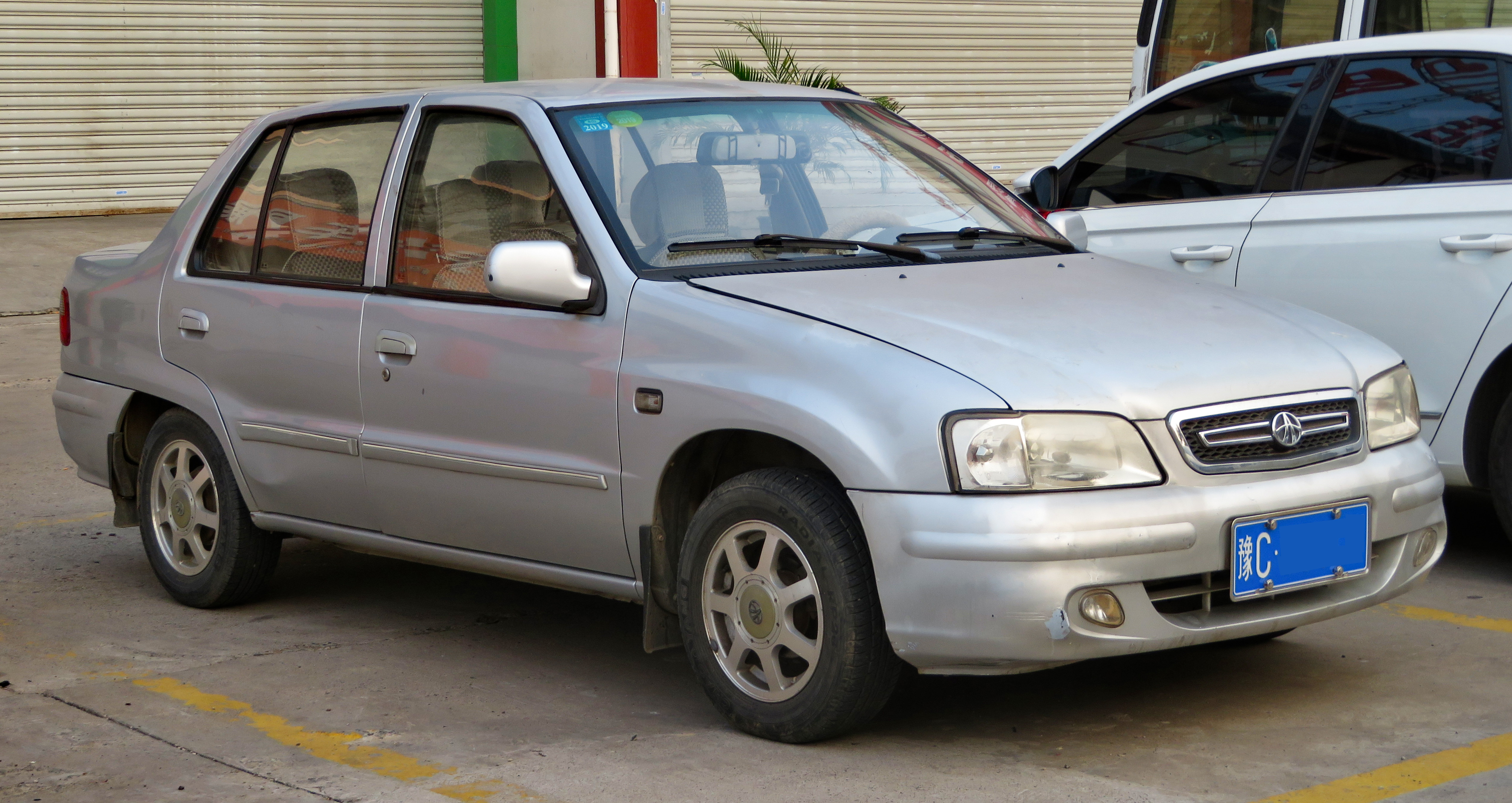
夏利绅雅TJ7101AU-TJ7141AU 2001年
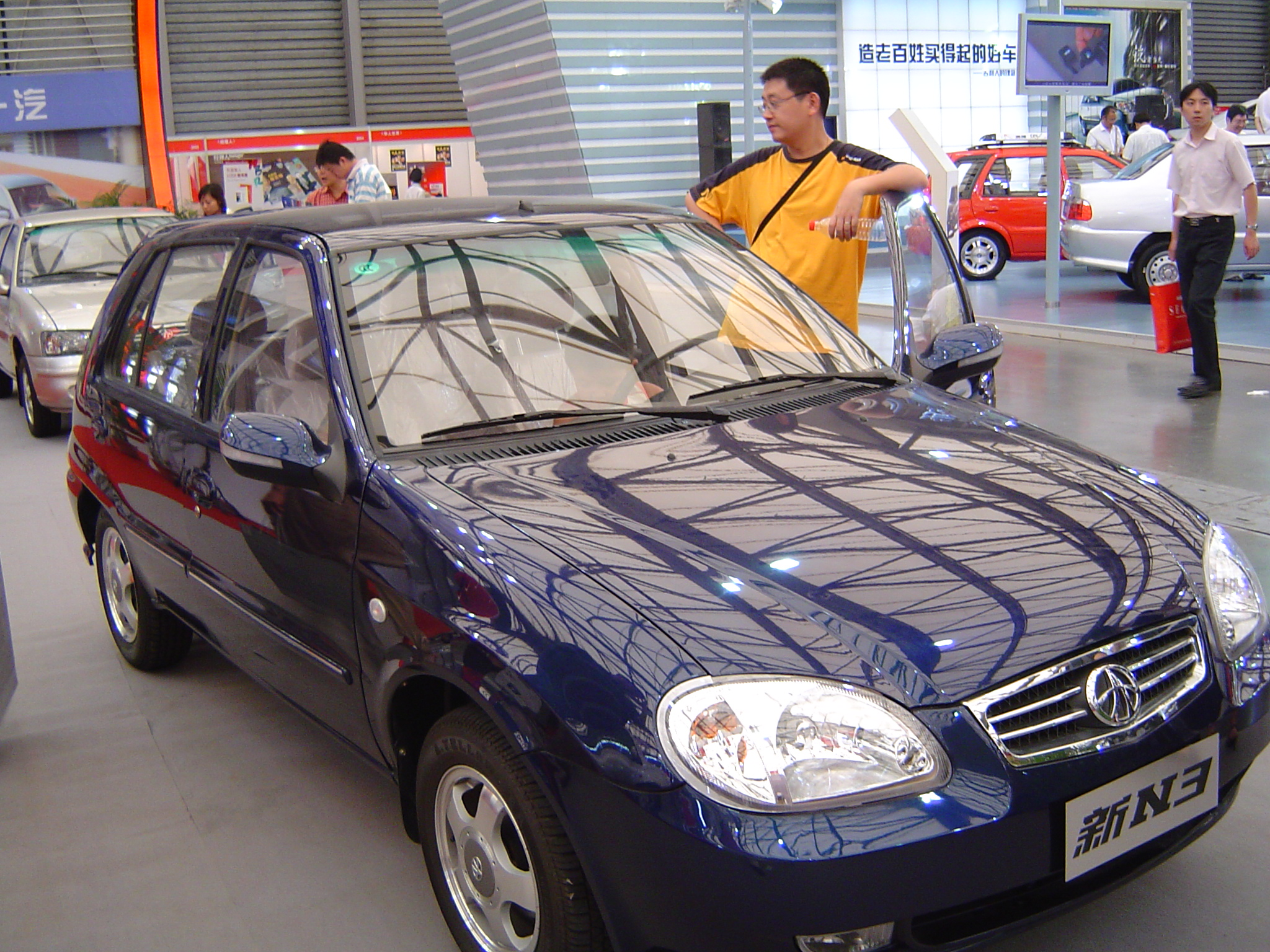
夏利N3 TJ 7101B 2004年
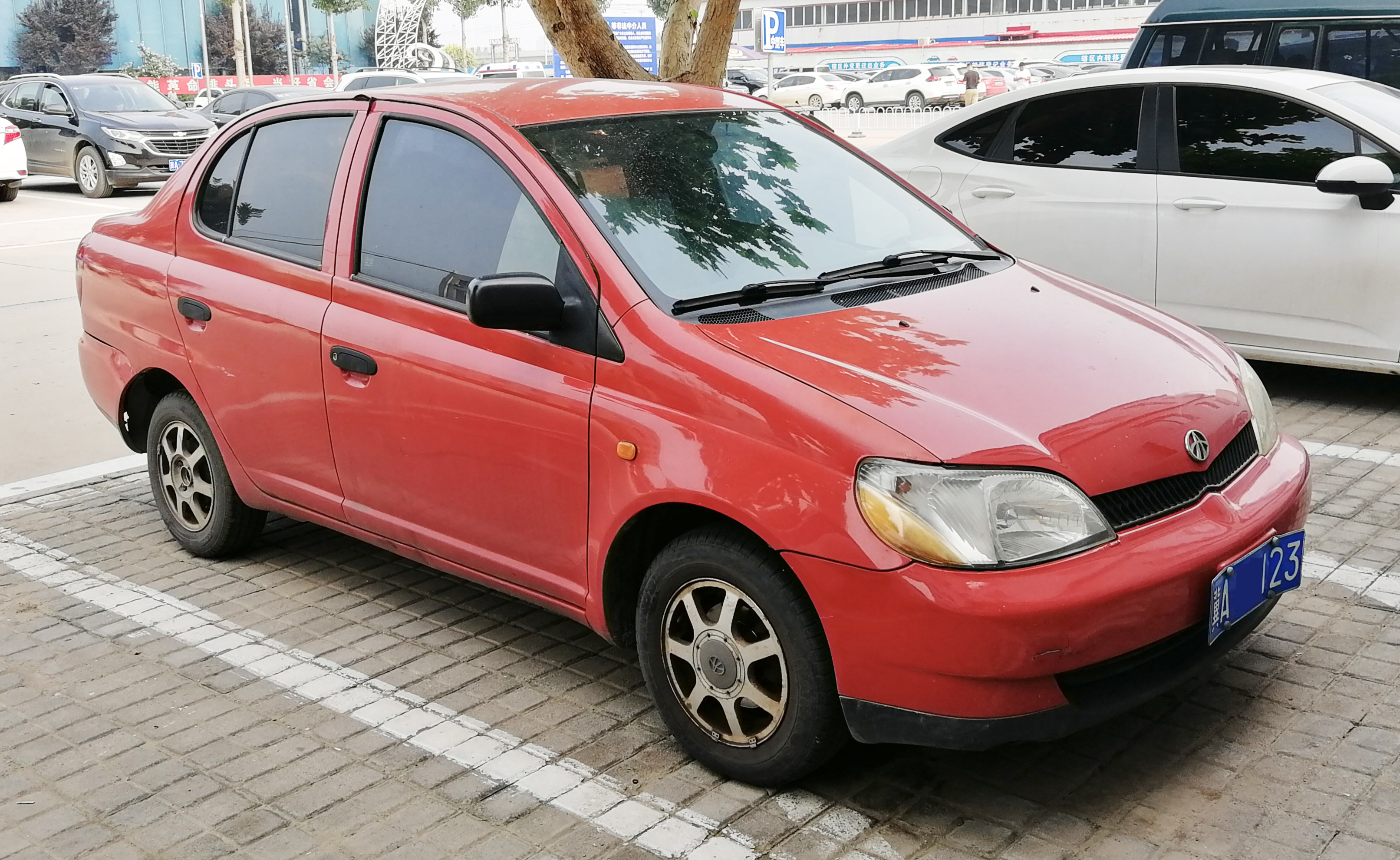
夏利2000 TJ7136U 2000–2004
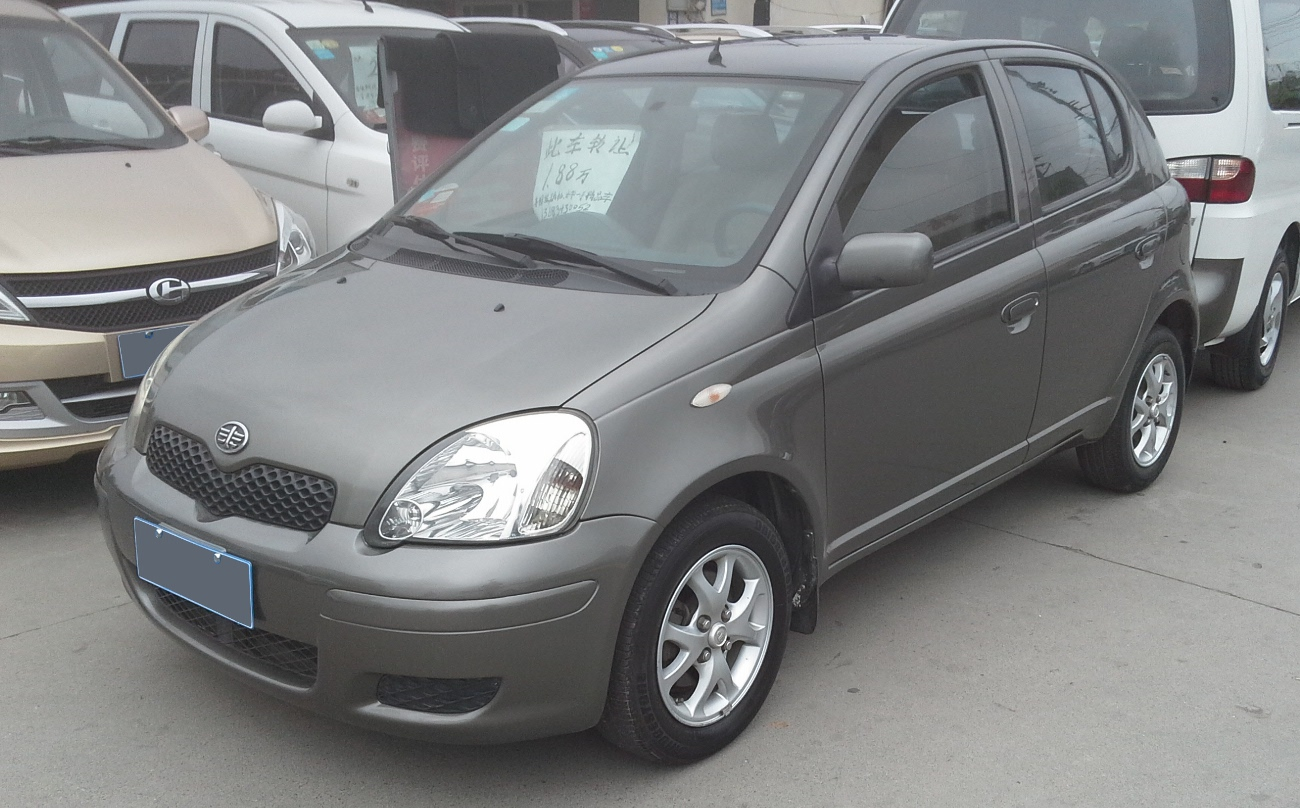
夏利威姿 2002年
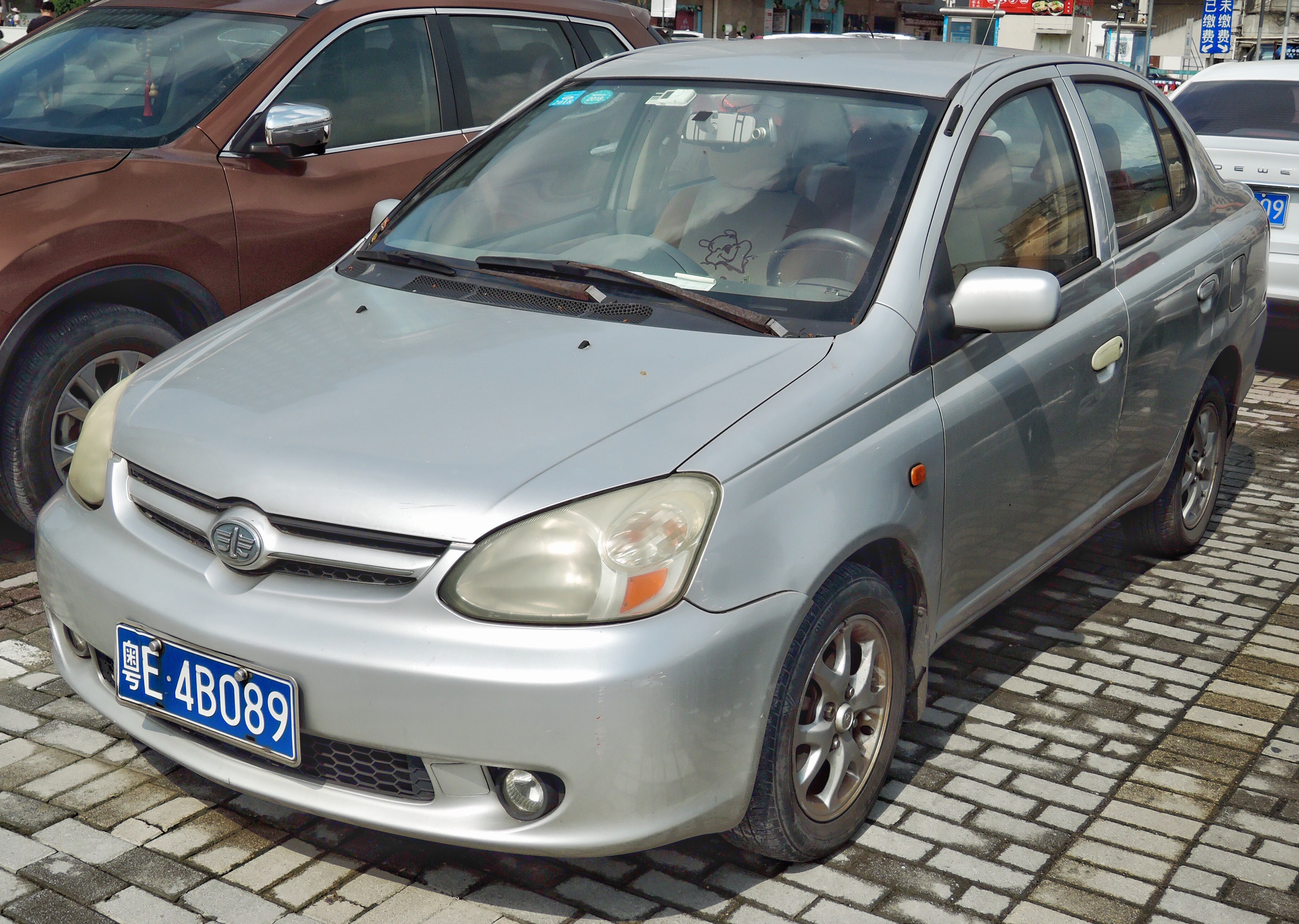
夏利威樂 2004年
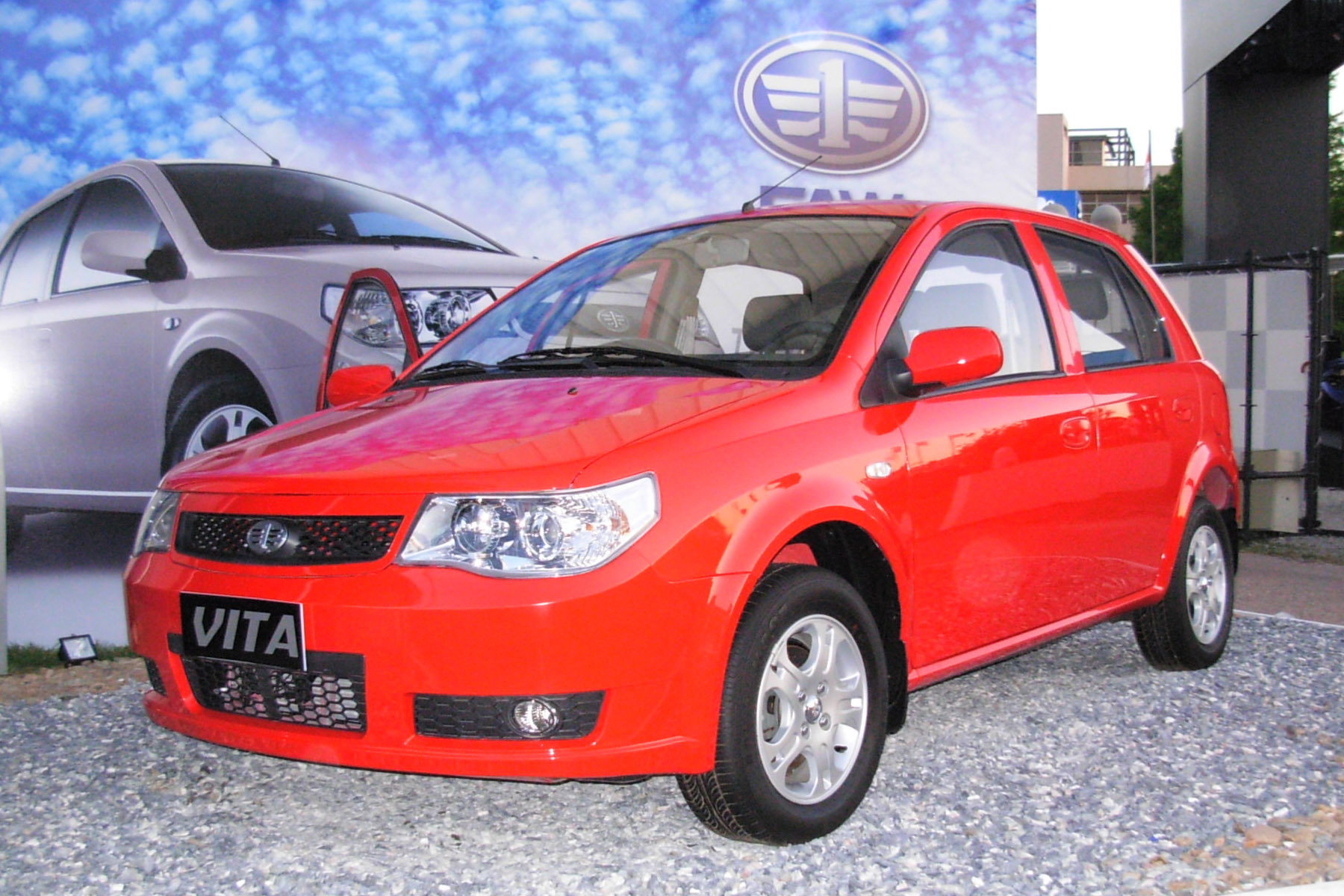
夏利威志 2007年